# Satrústegui
Satrústegui (Satrustegi en euskera y de forma oficial) es una localidad y un concejo de la Comunidad Foral de Navarra (España) del municipio de Araquil, situado en la Merindad de Pamplona, en la comarca de La Barranca y a 26 km de la capital de la comunidad, Pamplona. Su población en 2014 fue de 50 habitantes (INE), su superficie es de 5,56 km² y su densidad de población es de 8,99 hab/km².

## Geografía física

### Situación
La localidad de Satrústegui está situada en la parte central del municipio de Araquil a una altitud de 464 m s. n. m. Su término concejil tiene una superficie de 5,56 km² y limita al norte con Villanueva de Araquil y Eguiarreta; al este con Zuazu; al sur con sierra de Andía y al oeste con Yábar.

## Demografía

### Evolución de la población
| Gráfica de evolución demográfica de Satrústegui entre 2000 y 2009 |
|                                                                   |
| Datos según el nomenclátor publicados por el INE.                 |